# Alien Terror
Alien Terror  è un film del 1968, diretto da Juan Ibañez. La pellicola, di ambientazione fantascientifica, fu distribuita solamente due anni dopo la morte del protagonista, Boris Karloff.

## Trama
Durante la fine del XIX secolo un'astronave aliena invade la terra, controllando la mente di un maniaco, il loro intento è distruggere un'innocua macchina che credono nociva per loro. L'invenzione è del professore John Meyer.

## Produzione
Le scene interpretate da Karloff vennero dirette da Jack Hill ai Dored Studios di Los Angeles nella primavera del 1968; il film venne quindi completato agli Estudios América di Città del Messico nell'ottobre dello stesso anno.

## Distribuzione
Venne distribuito nelle sale cinematografiche statunitensi dalla Columbia Pictures nell'aprile 1971.
Fu trasmesso in televisione per la prima volta dal canale tedesco ZDF il 2 luglio 1991.